# مایکرواینجکشن

دیاگرامی از مایکرواینجکشن که در آن سلول تخمک توسط پایپت نگه دارنده در سمت چپ ثابت شده و مایکروپایپت تزریق کننده از سمت راست اسپرمی را به درون تخمک تزریق می کند.

مایکرواینجکشن یا میکروانژکسیون به فرایندی گفته می‌شود که در آن یک میکروپیپت شیشه‌ای موادی را به درون سلول وارد نماید. این عملیات در زیر میکروسکوپ انجام می‌گیرد. به طور معمول قطر پیپت بین ۰٫۵ تا ۵ میکرون می‌باشد. میکروپیپت ابتدا از غشا سلول عبور کرده و مواد مورد نظر از داخل پیپت به درون سلول تزریق می‌شود. این پروسه برای لقاح مصنوعی، تزریق مواد ژنتیک به داخل سلول، تزریق دی ان ای به درون سیتوپلاسم استفاده می‌شود. در پروسه لقاح مصنوعی انتخاب اسپرم مناسب صرفاً بر اساس شکل و حرکت نرمال می‌باشد، اما در روش جدیدی به نام مایکرواینجکشن فیزیولوژیک از قطرات هیالورونیک اسید جهت انتخاب بهترین اسپرم استفاده می‌شود.